# Capella de Sant Joaquim
Capella de Sant Joaquim és una masia de Montgat (Maresme).

## Descripció
Capella de planta rectangular que es troba adossada al mur de tancament de la finca de Can Regent. Està coberta a dues vessants amb el carener perpendicular a la façana, rematada a la part frontal per un campanar de cadireta. A la part inferior d'aquest hi ha el que podria haver estat una fornícula. En l'actualitat, el portal d'accés és d'arc pla arrebossat. La façana lateral orientada a gregal es troba sustentada per tres petits contraforts. L'acabat exterior és arrebossat i pintat de color ocre, com ho és també el mur de tancament.

## Història
La capella de Sant Joaquim, també coneguda com a Mare de Déu de les Neus, forma part de la propietat del mas de Can Regent. La masia de Can Regent que coneixem respon a una reforma de la segona meitat del segle xx, si bé el seu origen i el de la capella el podríem trobar entre l'època moderna i contemporània. Les seves notables dimensions són el reflex de la prosperitat econòmica amb què fou construïda. Segons un testimoni gràfic datat del juliol de 1984, es constata que el portal i els angles cantoners eren de pedra carejada, que probablement quedaren tapats en la darrera reforma.